# Догнин, Поль
Поль Догнин (10 мая 1847, Лион — 10 августа 1931, Вимий) — французский энтомолог, специализировавшийся на чешуекрылых Южной Америки. Первооткрыватель 101 рода бабочек.
Состоял в Королевском бельгийском энтомологическом обществе, также был пожизненным членом Энтомологического общества Франции.
Часть его коллекции была куплена Джеймсом Джоном Джойси в 1921 году. 82 000 других экземпляров (включая 3000 голотипов Догнина и более 300 голотипов Тьерри-Мига) были проданы в 1926 году Уильяму Шаусу, в дальнейшем подарившему образцы Национальному музею естественной истории в Вашингтоне.

## Работы
Были отпечатаны Шарлем Обертюром.
- Catalogue Geometridae de l’Amerique Centrale et du Sud .
- Hétérocères nouveaux de l’Amérique du Sud . Глава 1. (1910)
- Hétérocères nouveaux de l’Amérique du Sud . Глава 3. (1911)
- Hétérocères nouveaux de l’Amérique du Sud . Глава 5. (1912)
- Hétérocères nouveaux de l’Amérique du Sud . Глава 6. (1912)
- Hétérocères nouveaux de l’Amérique du Sud . Глава 7. (1914)
- Hétérocères nouveaux de l’Amérique du Sud . Глава 8. (1914)
- Hétérocères nouveaux de l’Amérique du Sud . Глава 9. (1916)
- Note sur la faune des Lépidoptères de Loja et environs (Экватор). Description especes nouvelles . (1887—1894).